# Zhao Mengjian

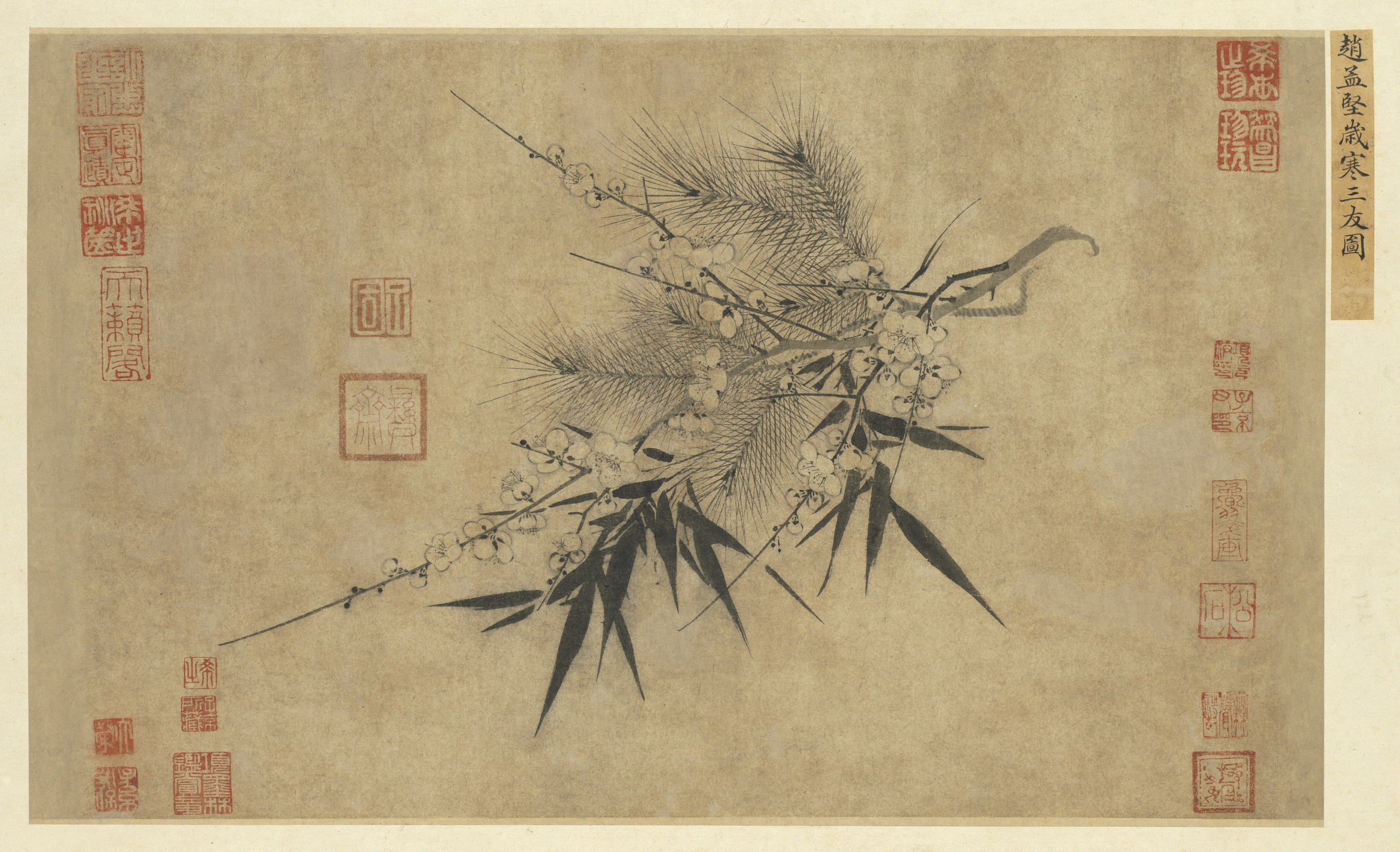
Drie vrienden van de winter, collectie Nationaal Paleismuseum

Zhao Mengjian (趙孟堅, 1199–1295) was een 13-eeuwse Chinees kunstschilder uit Haiyan, Zhejiang. Zijn artistieke naam was Yizhai (彝齋居士).
Zhao behoorde tot de keizerlijke familie van de Song-dynastie en was mandarijn aan het hof. Daarnaast was hij president van de Hanlin-academie (翰林院) tot de dynastie in 1279 ten val kwam.
Zhao verwierf vooral bekendheid met zijn bamboeschilderingen en zijn bloemschilderingen van narcissen, orchideeën en pruimenbloesem, die hij uitvoerde in gewassen inkt. Hij was een van de schilders die de 'Drie Vrienden van de Winter' (bamboe, den en pruimenboom) als motief in de Chinese schilderkunst introduceerde.